# Electrostrymon angelia
Espèce
Electrostrymon angelia est une espèce de lépidoptères (papillons) de la famille des Lycaenidae. On la trouve dans le Sud de la Floride, aux Bahamas et dans les Grandes Antilles.